# Trần Nhất Tân
Trần Nhất Tân (tiếng Trung giản thể: 陈一新, bính âm Hán ngữ: Chén Yīxīn; sinh tháng 9 năm 1959, người Hán) là nhà nghiên cứu chính sách, chính trị gia nước Cộng hòa Nhân dân Trung Hoa. Ông là Ủy viên Ủy ban Trung ương Đảng Cộng sản Trung Quốc khóa XX, Ủy viên dự khuyết khóa XIX, hiện là Bí thư Đảng tổ, Tổng cảnh giám, Bộ trưởng Bộ An ninh Quốc gia, Ủy viên, Tổng thư ký Ủy ban Chính trị Pháp luật Trung ương Đảng, và kiêm các vị trí giúp việc trong tiểu tổ cải cách, lãnh đạo chính trị và pháp luật trung ương. Ông từng là Phó Bí thư Tỉnh ủy Hồ Bắc, Bí thư Thành ủy Vũ Hán; Thường vụ Tỉnh ủy Chiết Giang, từng lãnh đạo hai địa phương của Chiết Giang là Ôn Châu và Kim Hoa.
Trần Nhất Tân là đảng viên Đảng Cộng sản Trung Quốc, học vị Cử nhân Vật lý học, nghiên cứu sinh kinh tế, chức danh Nghiên cứu viên. Ông có sự nghiệp thời gian dài công tác ở Chiết Giang, từng là cán bộ giúp việc cho nhà lãnh đạo Tập Cận Bình, tham gia ở cả nghiên cứu chính sách lẫn trực tiếp lãnh đạo các địa phương.

## Xuất thân và giáo dục
Trần Nhất Tân sinh tháng 9 năm 1959 tại huyện Thái Thuận, nay thuộc địa cấp thị Ôn Châu, tỉnh Chiết Giang, Cộng hòa Nhân dân Trung Hoa. Ông lớn lên và tốt nghiệp phổ thông ở Thái Thuận vào năm 1976, đến tháng 7 của năm này thì được xếp vào diện thanh niên trí thức của phong trào Vận động tiến về nông thôn, được điều sang huyện Vân Hòa, phân về công xã Trương Thôn (张村公社) làm thành viên đại đội ở đây để lao động trong 2 năm. Tháng 10 năm 1978, ông thi cao khảo và đỗ Trường chuyên khoa Sư phạm Lệ Thủy (nay là Học viện Lệ Thủy), nhập học Khoa Vật lý và tốt nghiệp chuyên ngành này vào tháng 7 năm 1981. Sau đó 1 năm, Trần Nhất Tân được kết nạp Đảng Cộng sản Trung Quốc vào tháng 6 năm 1982. Tháng 9 năm 1998, ông tham gia chương trình nghiên cứu sinh tại chức về kinh tế học chuyên nghiệp tại Trường Đảng Tỉnh ủy Chiết Giang, cho đến tháng 7 năm 2001. Gần 10 năm sau, giai đoạn tháng 4–6 năm 2009, ông tham gia chương trình bồi dưỡng quản lý công cấp cao được Bộ Tổ chức Trung ương Đảng Cộng sản Trung Quốc tổ chức phối hợp với Đại học Thanh Hoa và Đại học Harvard; chương trình bồi dưỡng cán bộ trung, thanh niên giai đoạn tháng 3–7 năm 2011 tại Trường Đảng Trung ương Đảng Cộng sản Trung Quốc.

## Sự nghiệp

### Chiết Giang
Tháng 7 năm 1981, sau khi tốt nghiệp trường Sư phạm Lệ Thủy, Trần Nhất Tân được trường giữ lại làm cán bộ công tác ở Khoa Vật lý, đồng thời là Bí thư Chi đoàn của khoa này. Đầu năm 1984, ông được điều sang tổ chức Đảng Cộng sản của địa khu Lệ Thủy tức Địa ủy Lệ Thủy với vị trí là thư ký của Văn phòng Địa ủy, các chức danh ngạch lần lượt là phó khoa trưởng, khoa trưởng trong 6 năm 1984–90, rồi thăng chức làm Phó Chủ nhiệm Văn phòng Địa ủy Lệ Thủy vào năm này. Cuối năm 1992, ông được bổ nhiệm làm Phó Trưởng phòng Biên soạn, Nghiên cứu và Điều tra của Sảnh Văn phòng Tỉnh ủy Chiết Giang, đến tháng 5 năm 1995 thì điều chuyển làm Trưởng phòng Tổng hợp rồi Trưởng phòng Chính Pháp Đảng đoàn thể của Sảnh. Tháng 6 năm 2000, ông nhậm chức Phó Chủ nhiệm Sảnh Văn phòng Tỉnh ủy, sau đó là Phó Tổng thư ký Tỉnh ủy từ tháng 7 năm 2003. Ba năm sau, tháng 6 năm 2006, ông tiếp tục là Phó Tổng thư ký nhưng được phần công thêm các vị trí như Chủ nhiệm Văn phòng nghiên cứu Chính sách Tỉnh ủy, Chủ nhiệm Trung tâm nghiên cứu Phát triển Chính phủ tỉnh, Phó Chủ nhiệm Văn phòng Tiểu tổ lãnh đạo Tài chính và Kinh tế Chiết Giang. Trong 10 năm này, ông công tác thời kỳ ba Bí thư Tỉnh ủy Chiết Giang là Trương Đức Giang, Tập Cận Bình, Triệu Hồng Chúc, đặc biệt trực tiếp giúp việc cho Tập Cận Bình khi giữ các chức vụ Phó Tổng thư ký Tỉnh ủy và Chủ nhiệm Văn phòng nghiên cứu Chính sách. Cuối năm 2011, ông được điều về địa cấp thị Kim Hoa, nhậm chức Bí thư Thị ủy, Bí thư thứ nhất Đảng ủy phân Quân khu Kim Hoa. Ở Kim Hoa, ông đã đề xuất và được phê chuẩn xây dựng tân khu Kim Nghĩa (金义新区), thu hút nhà đầu tư Alibaba. Sau đó hơn 1 năm thì chuyển sang địa cấp thị Ôn Châu, quê nhà của ông, tiếp tục lãnh đạo toàn diện với vị trí tương tự là Bí thư Thị ủy, Bí thư thứ nhất Đảng ủy phân Quân khu Ôn Châu.

### Cấp cao
Tháng 12 năm 2014, Trần Nhất Tân được bầu vào Ban Thường vụ Tỉnh ủy, cấp phó tỉnh, tiếp tục lãnh đạo Ôn Châu. Đến cuối năm 2015 thì được điều lên trung ương, nhậm chức Phó Chủ nhiệm chuyên chức của Văn phòng Tiểu tổ lãnh đạo Cải cách sâu sắc và toàn diện Trung ương, dưới quyền Vương Hỗ Ninh. Được hơn 1 năm thì ông được điều về tỉnh Hồ Bắc, nhậm chức Phó Bí thư Tỉnh ủy Hồ Bắc, phân công làm Bí thư Thành ủy Vũ Hán, Chủ nhiệm Ủy ban thường vụ Nhân Đại Vũ Hán, kiêm Bí thư thứ nhất Đảng ủy phân Quân khu Vũ Hán, lãnh đạo toàn diện thành phố thủ phủ miền Trung Trung Quốc này. Tháng 10 năm 2017, ông tham gia đại hội đại biểu toàn quốc, được bầu làm Ủy viên dự khuyết Ủy ban Trung ương Đảng Cộng sản Trung Quốc khóa XIX tại Đại hội Đảng Cộng sản Trung Quốc lần thứ XIX. Tháng 3 năm 2018, ông được điều trở lại trung ương, bổ nhiệm làm Ủy viên, Tổng thư ký Ủy ban Chính trị và Pháp luật Trung ương Đảng Cộng sản Trung Quốc, kiêm nhiệm thêm các vị trí là  Tổ trưởng Tiểu tổ công tác Cải cách quân đội và địa phương, Phó Chủ nhiệm Văn phòng Ủy ban Lãnh đạo đất nước bằng pháp luật (Y pháp trị quốc) toàn diện Trung ương. Trong thời kỳ Đại dịch COVID-19, ông cũng được phân công tham gia chống dịch với vị trí Phó Tổ trưởng Tổ chỉ đạo của Tiểu tổ lãnh đạo Công tác ứng đối Đại dịch COVID-19 Trung ương. Cuối năm 2022, ông tham gia Đại hội Đảng Cộng sản Trung Quốc lần thứ XX từ đoàn đại biểu khối cơ quan trung ương Đảng và Nhà nước. Cuối năm 2022, ông tham gia Đại hội Đảng Cộng sản Trung Quốc lần thứ XX từ đoàn đại biểu khối cơ quan trung ương Đảng và Nhà nước. Trong quá trình bầu cử tại đại hội, ông được bầu là Ủy viên Ủy ban Trung ương Đảng Cộng sản Trung Quốc khóa XX. Ngày 30 tháng 10, theo đề nghị của Tổng lý Lý Khắc Cường, ông được Ủy ban Thường vụ Nhân Đại phê chuẩn bổ nhiệm làm Tổng cảnh giám, Bộ trưởng Bộ An ninh Quốc gia, kế nhiệm người lãnh đạo của mình ở Ủy ban Chính Pháp Trung ương Đảng là Ủy viên Bộ Chính trị Trần Văn Thanh.